# Split/Splitless-Injektor

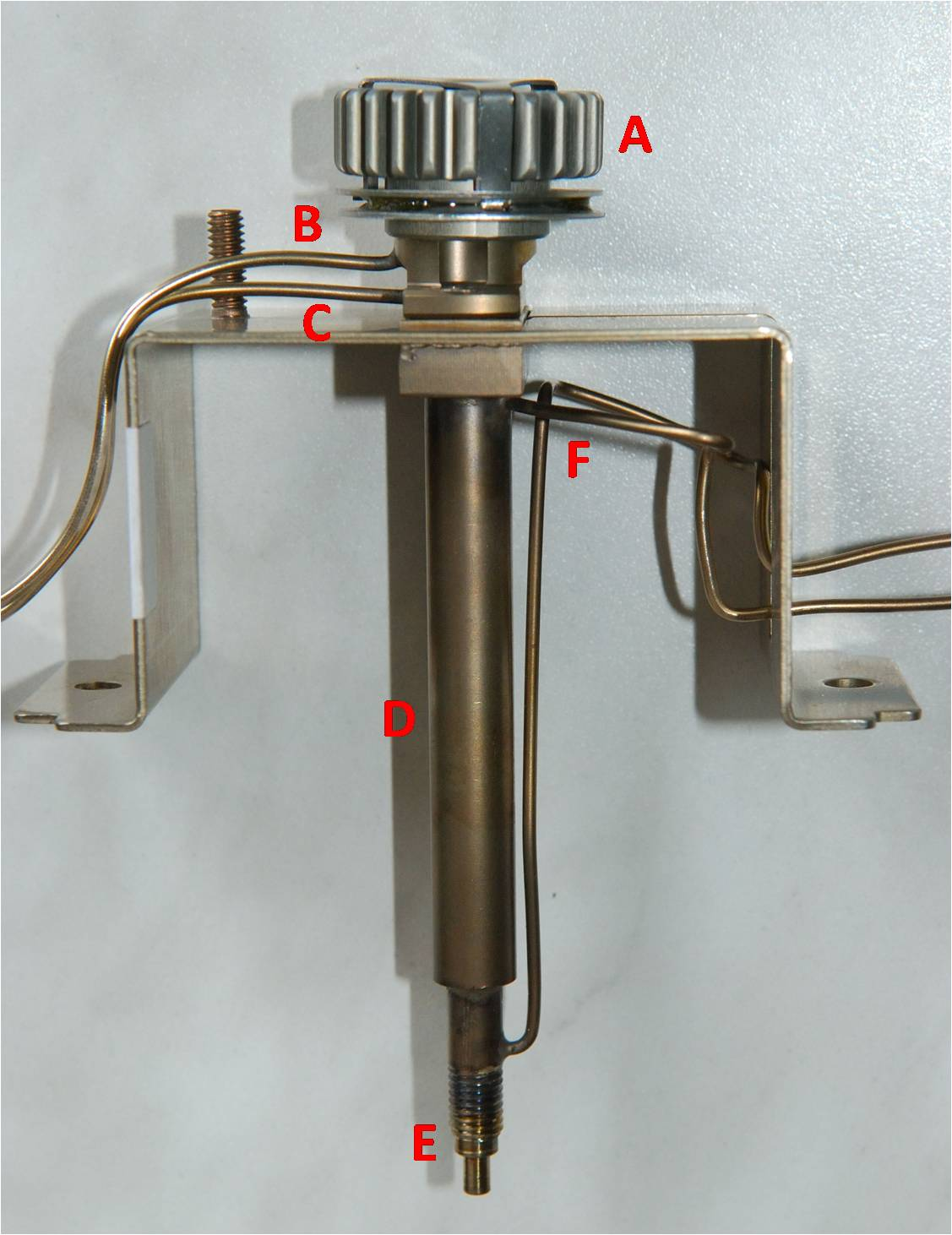
Split/Splitlos-Injektor: A:Injektorkopf mit Septum, B:Septumspülung, C:Trägergaszuleitung, D:Injektorkörper, E:Anschluss für die (Kapillar-)Trennsäule, F:Splitausgang (bei dieser Bauform: doppelt)

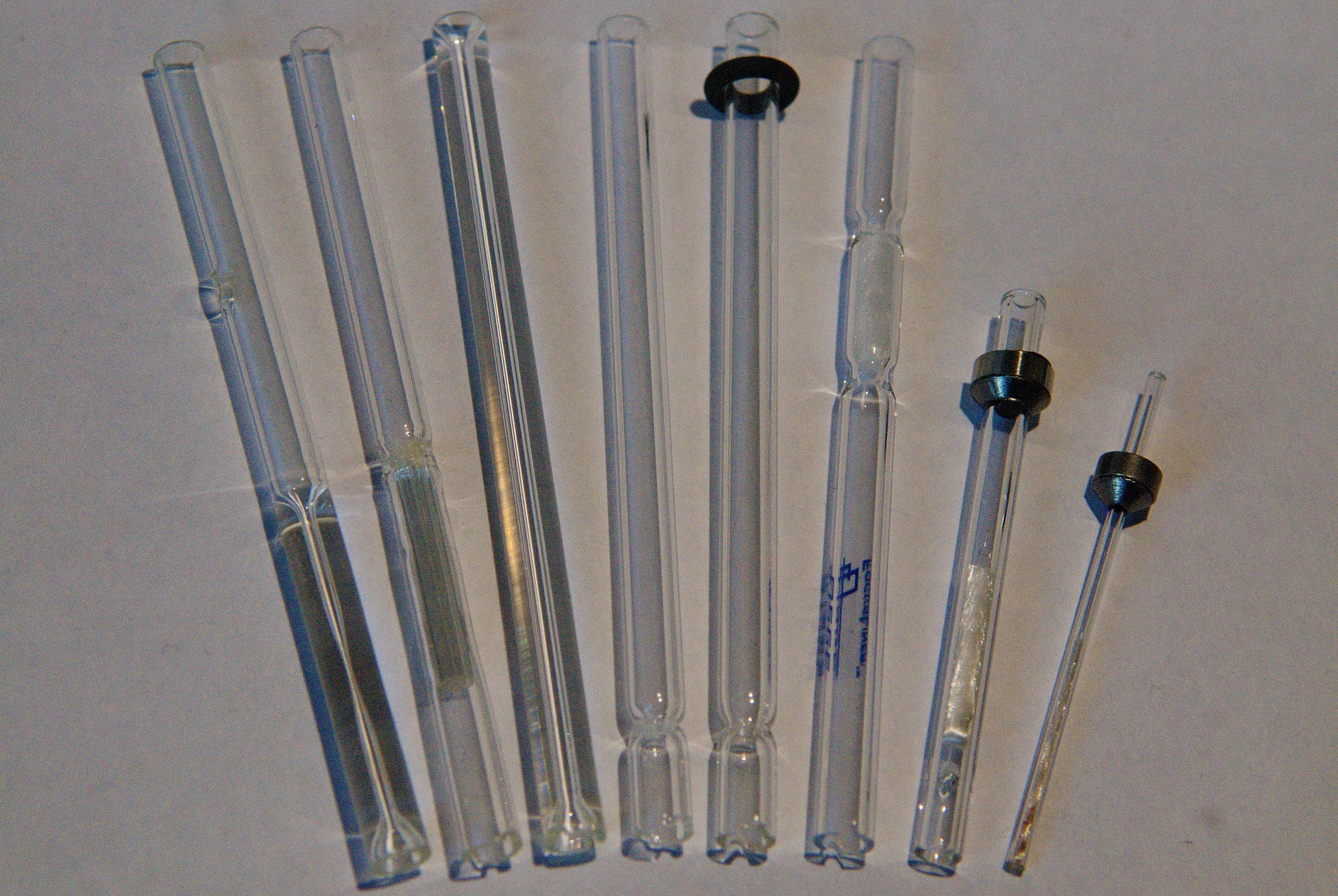
Verschiedene in der Gaschromatographie Verwendung findende Liner. Typisch für splitlose Injektionen ist der 3. von links, für Splitinjektionen wird üblicherweise ein Liner mit großem Innendurchmesser, wie hier der 4. von links, verwendet.

Ein Split/Splitless-Injektor (abgekürzt S/SL), im Deutschen auch Split/Splitlos-Injektor, ist ein Bauteil eines Gaschromatographen, das dazu dient, die Probe in das chromatographische System einzuschleusen. Im konstant beheizten Split/Splitlos-Injektor wird die Probe bei oder unmittelbar nach der Injektion verdampft und dabei mit dem Trägergas gemischt; diese Injektoren gehören daher zu den Verdampfungsinjektoren. In Abhängigkeit von der eingeregelten Durchflussmenge durch den Splitausgang gelangt von der injizierten Probe nur eine Teilmenge auf die Trennsäule.
Verwendung findet der Injektor vorwiegend bei sehr kleinen Säuleninnendurchmessern (< 530 µm), so dass meist nur wenig Probenvolumen (1 bis 5 µl) auf die Säule gelangt.

## Formen und Arbeitsweisen
Der Split/Splitless-Injektor kann sowohl im Splitbetrieb als auch zur splitlosen Injektion verwendet werden. Die Regelung des Durchflusses durch den Splitausgang und damit des Splitverhältnisses kann manuell mittels eines Ventils oder durch elektronische Flussregeleinheiten geschehen.

### Splitlose Injektion
Die Splitlose Injektion eignet sich für flüssige Proben, auch wenn die zu bestimmende oder abzutrennende Substanz nur in Spuren vorhanden ist. Dabei wird bei geschlossenem Ventil zunächst das gesamte Probenvolumen verdampft und danach in die Trennsäule eingebracht. Die Trennsäule muss dabei in der Lage sein, auch das größere Probenvolumen aufzunehmen. Die Splitlose Injektion eignet sich nicht für gasförmige und feste Proben.

### Splitinjektion
Bei der Split-Injektion gelangt die Probe in die Trennsäule, während das Ventil des Injektors geöffnet ist. Dadurch erhöht sich die Geschwindigkeit des Probenauftrags und die Auflösung wird verbessert. Dieses Verfahren eignet sich für gasförmige, feste und flüssige Proben, die verdampft werden können und in denen die zu bestimmende oder abzutrennende Substanz in nicht zu starker Verdünnung vorliegt. Der Quotient aus dem Gasvolumen, das aus dem Injektor in die Säule gelangt und dem Gesamtvolumen der Säule wird als Splitverhältnis bezeichnet. Die Split-Verhältnisse liegen bei älteren Geräten zwischen 1:10 und 1:100, bei neueren Geräten zwischen 1:200 und 1:300.